# Vikingarnas FK
Vikingarnas FK war ein schwedischer Fußballverein aus Stockholm. Die zu Beginn des 20. Jahrhunderts kurzzeitig existierende Mannschaft setzte sich aus Spielern mehrerer anderer Klubs zusammen.

## Geschichte
Vikingarnas FK gründete sich 1908 als Mannschaft, in der Spieler von einigen dem Idrottsföreningen Kamraterna zugehörigen Vereinen zusammenspielten. Unter Anleitung von Anton Johanson, einem Fußballpionier in Schweden, trat die Mannschaft zunächst zu Freundschaftsspielen an und bestritt zu diesem Zweck eine Tour in den Niederlanden. 1910 nahm der Klub an der Debütsaison der Svenska Serien, einem der ersten in Ligaform ausgetragenen Wettbewerb in Schweden. Dort belegte die Mannschaft nach vier Siegen in 14 Spielen den sechsten Platz. Kurz nach Beginn der folgenden Spielzeit zog sie sich gemeinsam mit IFK Eskilstuna vom Spielbetrieb zurück, da nach einer neuen Regel nur Mannschaften mit Spielern eines Klubs zugelassen wurden. Die beiden wurden durch Göteborgs FF und Mariebergs IK ersetzt. Vermutlich löste sich die Mannschaft daraufhin auf.
Austragungsort der Heimspiele des Klubs war der Råsunda IP. Auf dem Platz fanden 1912 die Spiele des Fußball-Wettbewerbs im Rahmen der Olympischen Spiele 1912 statt, 1937 wurde dort das schwedische Nationalstadion Råsunda errichtet.